# Shades (Marvel Comics)
Hernán Enrique Salazar "Shades" Alvarez es un supervillano ficticio que aparece en cómics estadounidenses publicados por Marvel Comics. Él es el padre de Víctor Álvarez y frecuentemente es visto con su compañero en el crimen Comanche.
El nombre de nacimiento del personaje vino como un cambio en el personaje de la serie de Netflix, Luke Cage, donde es interpretado por Theo Rossi.

## Historial de publicaciones
Shades apareció por primera vez en Luke Cage, Hero for Hire # 1 y fue creado por Archie Goodwin y George Tuska.

## Biografía
La persona sin nombre que creció hasta convertirse en Shades se crio en Harlem. Durante su juventud, Shades estuvo involucrado con una mujer llamada Reina Álvarez, con quien tuvo un hijo llamado Víctor Álvarez.
Shades fue reclutado en una pandilla llamada Rivales, que también estaba integrada por Carl Lucas, Willis Stryker y Comanche. Como miembro de los Rivales, Shades se enfrascó en una pelea con una pandilla rival llamada Diablos y muchas otras pandillas, mientras que también cometió delitos menores y trabajó para el señor del crimen Sonny Caputo. Shades y Comanche fueron arrestados más tarde por la policía y sentenciados a la prisión de Seagate donde fueron torturados por el despiadado guardia de la prisión Albert "Billy Bob" Rackham.
Después de sufrir años de tortura y abuso por parte del guardia racista Albert Rackham, Shades y Comanche escaparon de la prisión de Seagate en algún momento después de que Albert Rackham fuera despedido. Shades y Comanche decidieron que era la oportunidad de vengarse de su antiguo torturador. Shades y Comanche trataron de conseguir que Luke Cage los ayudara en su plan, solo para descubrir que se había puesto derecho.
Shades y Comanche regresaron y se convirtieron en maleantes a sueldo, a menudo chocando con Luke Cage y su nuevo compañero Iron Fist. A pesar de que tenían una asociación pasada con Luke Cage, Shades y Comanche indicaron que lo matarían si se les ordena.
Algún tiempo después, Shades y Comanche fueron contratados por Ward Meachum, donde le dio a Shades una visera que dispara ráfagas de energía y le dio a Comanche algunas flechas de truco. Los dos noquearon a Ward Meachum, donde hacen que los transeúntes le digan a Luke Cage que tienen un puntaje para resolver cuando Ward Meachum recupera la conciencia. Luke Cage y Iron Fist siguieron a Shades y Comanche hasta el puente George Washington, donde se enteraron de su empleador. Luke Cage y Iron Fist lograron derrotarlos a ambos cuando llegó la policía. Cuando la policía no pudo quitar la visera de Shades, utilizó una explosión más para noquear a Luke Cage y Iron Fist en el puente George Washington. Más tarde, sombras y comanches salieron de prisión. Los dos trataron de detener a Luke Cage cuando atacó el edificio Meachum solo para ser derrotado cuando Luke Cage golpeó un pilar sobre ellos.
Shades estaba entre los varios hombres armados que fueron empleados por Viktor Smerdilovisc. Él y los demás entraron en conflicto con los Marvel Knights. Shades fue derribado por Cloak y Dagger.
Durante la historia de 2010 de "Shadowland", Shades parece haber ido directo cuando él y Comanche se separaron. Cuando en Hell's Kitchen, Shades se convirtió en un organizador comunitario. Trabajó con su hijo Víctor, donde su relación se vio dificultada por Shades engañando a Reina. Cuando Reina se mudó con su hermano Ignacio y Víctor en su compañía, Shades se mantuvo en contacto con ellos lo mejor que pudo. Cuando Bullseye había volado un edificio durante su pelea con Daredevil por orden de Norman Osborn (como se vio durante la historia de "Dark Reign"), Shades murió en la explosión mientras que Víctor sobrevivió al absorber los fragmentos de la visera de su padre. Cuando Víctor vio los fantasmas chi de las 107 víctimas de la explosión, el fantasma chi de Shades le dijo que se abriera y absorbiera más chi. el área que le daría a Victor el poder suficiente para defenderse.

## Poderes y habilidades
Shades es un experto en el combate mano a mano. 

## En otros medios

### Televisión
- Hernán "Shades" Alvarez (nacido el 11 de mayo de 1977 en Ponce, Puerto Rico) es una serie regular en Luke Cage, retratado por Theo Rossi.[11] Su apodo proviene de su firma de gafas de sol Ray-Ban. Abandonado como un niño, Shades es acogido por la abuela de Cottonmouth y Mariah Dillard, Mamma Mabel, y pasa su juventud corriendo con la pandilla de Cottonmouth, entrando y saliendo de prisión hasta que lo envían a Seagate con su mejor amigo, Darius "Comanche" "Jones.[12] En Seagate, Shades y Comanche se convierten en agentes de ejecución para corromper al alcaide Albert Rackham. Ellos son los responsables de que Luke obtenga sus poderes, después de que le den una paliza severa por planear exponer a Rackham.[13] En su liberación de la prisión, Shades regresa a la ciudad de Nueva York y se convierte en mano derecha de Willis "Diamondback" Stryker, quien luego lo envía a ayudar a Cottonmouth y Mariah.[14] Después de que Cottonmouth muere, Shades trabaja con Mariah para incriminar a Luke por el crimen al pagarle a la mesera de Harlem's Paradise, Candace Miller, para dar falso testimonio a la policía. Al mismo tiempo, Diamondback aparece buscando venganza contra Luke.[15] Mientras la campaña de venganza de Diamondback contra Luke se desgasta, Shades se desilusiona con Diamondback, viendo sus métodos como perjudiciales para los negocios,[16] y él y Mariah se vuelven contra él después de que mata a un oficial de policía y lleva a cabo una situación de rehenes en Harlem's Paradise.[17] Diamondback ordena a Zip que mate a Shades, pero Shades agarra un arma, mata a los dos cómplices de Zip y luego le dispara a Zip en la cabeza después de hacerle confesar la duplicidad de Diamondback.[18] Después de que Luke derrota exitosamente a Diamondback en una pelea afuera de la barbería Pop, los doctores de Shades evidencian que Diamondback ha sido asesinado por Cottonmouth, y le quita el teléfono a Misty Knight para sacar a Candace de la clandestinidad y poder dispararle en la cabeza. Al final de la primera temporada, Shades se convirtió en la amante de Mariah y la ayuda a hacerse cargo de la empresa de su primo, que opera desde Harlem's Paradise.[19]
- Se hace referencia a Shades en The Defenders, ambientado entre las dos primeras temporadas de Luke Cage. Turk menciona que él y Mariah se han "confundido" cuando Luke se enfrenta a él para preguntarle sobre una serie de asesinatos que la Mano ha estado cometiendo en Harlem, incluidos los hermanos de Candace.[20]
- En la temporada 2 de Luke Cage, Shades y Mariah buscan retirarse del negocio de las armas invirtiendo en el tráfico de información privilegiada con la ayuda de Piranha Jones. También se reencuentra con Comanche, que acaba de ser liberado de Seagate. Las sombras inadvertidamente estropean sus intentos de vender el negocio de armas a otros criminales cuando mata a uno de los posibles clientes por insultar a Mariah.[21] Cuando se le envía a recaudar dinero de Nigel Garrison, que quiere comprar sus armas para los Brooklyn Yardies, se encuentra con Bushmaster, quien le da la cabeza cortada de Nigel como un mensaje.[22] Cuando Bushmaster anuncia su mudanza a Harlem golpeando a Luke en cámara, Shades es el único que toma en serio la amenaza que Bushmaster le plantea a Mariah. En el curso de ayudar a Mariah a lidiar con las acciones de Bushmaster contra ella, y la investigación de Misty sobre ambos, Shades descubre que Comanche ha estado secretamente transmitiendo información al Capitán Thomas Ridenhour del 29 ° Recinto. Comanche mata a Ridenhour para tratar de preservar su cobertura, pero Shades lo mata a regañadientes con el arma de Ritenhour y hace que parezca que los dos hombres se mataron entre sí.[23] Mientras Mariah está bajo el control de Misty, Shades descubre que Bushmaster frecuenta un restaurante propiedad de su tía Ingrid y su tío Anansi, y secuestra a Anansi. Luego, él y Mariah dirigen un ataque contra Gwen para expulsar a Bushmaster, pero esto lleva a una separación entre ellos después de que Mariah derriba innecesariamente a civiles inocentes en el restaurante y quema a Anansi con vida.[24] Shades se entrega a Misty y confiesa todos los crímenes que ha cometido en nombre de la pandilla de Stokes, y acepta, a cambio de inmunidad judicial, y actuar como un topo para incriminar a Mariah. Tienen éxito y la arrestan,[25] pero ella ordena una ejecución a sus hombres, incluyendo a Shades. Se las arregla para dominar y matar al asesino enviado por él, y luego visita a Mariah en la cárcel para decirle que él es intocable y expresar su desilusión hacia ella. Después de que Mariah es envenenada en prisión por Tilda, Shades es arrestado por Misty por los asesinatos de Candace y Comanche, ya que su contrato de inmunidad, dependiente de que Mariah sea condenada, ha sido anulada por su muerte. Se ríe ahogadamente cuando Misty le dice que Mariah aparentemente también tenía archivos liberados póstumamente que lo implican en el tráfico de armas y uso de información privilegiada.[26]